# Taivassalo (Päijänne)
Taivassalo est une île du lac Päijänne à Jämsä en Finlande,.

## Géographie
Taivassalo mesure 3,7 kilomètres de long, 2,5 kilomètres de large et une superficie de 5,03 kilomètres carrés.
L'île est en deux parties reliées par un isthme étroit. 
La partie nord-ouest de l'île est la plus grande, avec 2,5 kilomètres de long et autant de large. 
La partie sud-est de l'île mesure 2,4 kilomètres de long et 1,2 kilomètre de large.
Entre les parties de l'île, se trouvent, au sud la baie Syvälahti, longue de 1,4 kilomètre et large de 270 mètres, et au nord-est la baie de Vanhankylänlahti longue de 500 mètres.
Le plus haut sommet de la grande île est situé au milieu de sa partie nord-ouest.
Il culmine à une altitude d'environ 140 mètres. 
Le sommet de la plus petite île est situé sur Jyrkänkallio et culmine à 47 mètres. 
Les points les plus élevés de l'île sont des zones rocheuses.
L'île entière est une terre forestière.
Le réseau routier de l'île est modeste et comprend une route entre les maisons et une route de campagne. 
Les stations balnéaires de l'île sont Herrojenpöytä et Isohiekka, qui sont des plages de sable. 
Un chemin va du village à Herrojenpöytä. 
Sur les côtés est et ouest de l'île, passent des voies de navigation.